# Анис полосатый
«Анис полосатый» — сорт яблони домашней. На государственном испытании с 1938 года. Включен в государственный реестр в 1947 году по Северо-Западному (Тверская область, Костромская область, Новгородская область, Ярославская область), Центральному (Владимирская область, Ивановская область, Калужская область), Волго-Вятскому (Нижегородская область, Кировская область, Республика Марий Эл, Чувашская Республика), Средневолжскому (Самарская область, Мордовия, Пензенская область, Татарстан) и Уральскому (Оренбургская область) регионам.

## Синонимы
Анисовка, Анис Зимний, Анис Пёстрый, Анис Серый

## Происхождение
Старинный весьма ценный поволжский сорт. В литературе часто фигурирует под названием Анис серый, хотя многие плодоводы понимают под последним названием особую форму с тускло-окрашенными и более крупными плодами, которые лучше сохраняются в лёжке.
Анисы – это старинные поволжские сорта осеннего созревания, которые в прошлом веке занимали в садах Поволжья такое же место, как Антоновка в центральных областях средней полосы России. Анисы представляют большую семью клонов, которые имеют много общего между собой. Отдельные сорта и формы анисов отличаются по морфологическим, биологическим и хозяйственным признакам. В Саратовской области В. К. Левошин выявил 60 разновидностей Аниса. В Волгоградской и северной части Астраханской области В. В. Малыченко обнаружил 40 разных форм, которые различаются по многим признакам, но главным образом, по окраске плодов и срокам их созревания. Основными разновидностями этого сортотипа являются «Анис полосатый», «Анис розово-полосатый» и «Анис алый».

## Характеристика сорта
Дерево сильнорослое, крона полушаровидная, по другим данным округлая или широкопирамидальная, густая.
Ветви прочные, выдерживают очень большой урожай плодов. Средний урожай с дерева 100 кг, максимальный — более 200 кг.
Плоды яркие, красивые: на зеленоватом фоне — разлитый румянец, покрывающий плод почти полностью. По другим данным: кожица при съёме плодов зеленоватая, далее слегка желтеет. Покровная окра-ска в виде слабых нередко сливающихся тускло розовых и красных полос. Масса плода 60 г. По другим данным: 70 г, максимум 90 г, плоскоокруглой, репчатой формы, иногда слег-ка конические у вершины. Срок потребления: от летнего до раннезимнего, плоды хранятся 45-60 дней. В  до февраля-марта.
Плоды содержат в среднем 5,7 мг витамина C, 10,4 % сахара и 1,02 % кислоты. Вкус хороший, кисловато-сладкий, с приятным анисовым привкусом и сильным ароматом.
Достоинства сорта: высокая зимостойкость, хорошая лёжкость плодов, продуктивность.
Недостатки: небольшой плод, устойчив к парше. По другим данным устойчивость к парше средняя.

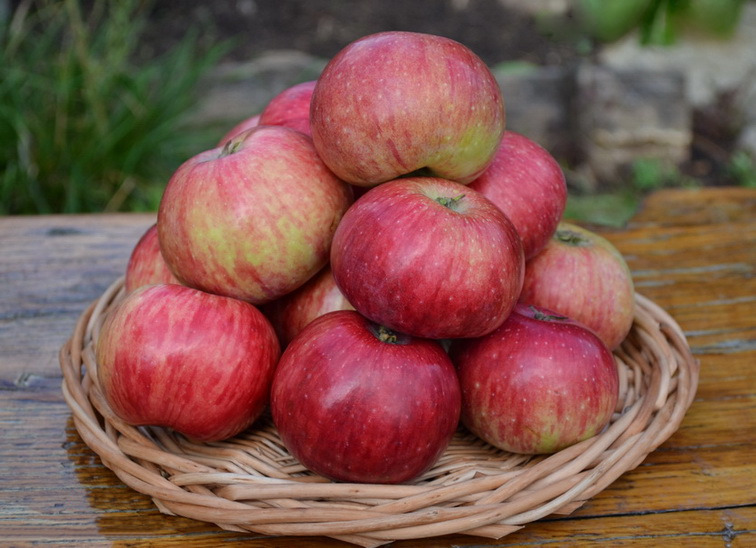
Анис Полосатый